# 秋元喬知
秋元 喬知（あきもと たかとも）は、江戸時代前期から中期の大名。甲斐谷村藩主、武蔵川越藩主。老中を元禄12年（1699年）から正徳4年（1714年）まで務めた。館林藩秋元家4代。実父の戸田忠昌、実弟の戸田忠真と共に老中を務めた。

## 生涯
下総佐倉藩主戸田忠昌の長男。男子のなかった外祖父の谷村藩主秋元富朝の養子となる。奏者番から寺社奉行、若年寄、老中を歴任する。5代将軍・徳川綱吉、6代将軍・家宣の2代にわたって仕えた。土木行政に手腕を発揮し、江戸城三の丸建設や護国寺、寛永寺中堂、厳有院仏殿などの造営奉行、元禄大地震の復興総奉行を担当した。また好学の名君であり、将軍綱吉に進講することもあった。
綱吉亡き後に将軍になった家宣の側近である新井白石・間部詮房の正徳の治を支持した数少ない閣老であり、老中退任後も白石・詮房派として閣内に隠然たる影響力を残した。宝永4年（1707年）に八瀬童子と天台座主・公弁法親王の争いに裁定を下し、宝永5年（1708年）には禁裏造営奉行を、白石が発議した正徳金・銀鋳造の総奉行を担当した。
甲斐国谷村藩主時代の秋元氏は、甲斐都留郡における用水堰の開発や郡内織の生産奨励などを行っているが、喬知の時代には河口湖から新倉村（富士吉田市）まで用水を引く新倉掘抜を着工したと言われている。川越藩主としては殖産政策で知られる。

## 経歴
※日付は明治4年までは旧暦
- 1657年（明暦3年）10月2日、養父富朝没後、9歳で遺領の甲斐谷村藩1万8,000石を継ぎ、4代将軍家綱に謁する。
- 1677年（延宝5年）7月3日、幕府奏者番となる。
- 1681年（天和元年）11月29日、寺社奉行を兼帯。
- 1682年（天和2年）10月16日、若年寄に異動。
- 1691年（元禄4年）2月3日、下野都賀郡内において5000石加増。
- 1694年（元禄7年）12月10日、河内八上郡内において7000石加増。
- 1699年（元禄12年）10月6日、老中に異動。
- 1700年（元禄13年）3月7日、下野足利郡都賀郡内及び河内丹南丹北郡四郡内において1万石加増。
- 1704年（宝永元年）、元禄地震復興に功績ありとして、12月1日、河内丹南丹北八上三郡において1万石加増。
- 1711年（正徳元年）12月1日、武蔵入間高麗榛澤足立埼玉河内国丹南丹北八上の八郡内において1万石を加増。合計6万石。同月25日、武蔵川越城を賜う。
- 1714年（正徳4年）8月14日、老中在職中に死去。享年66。
- 1912年（大正元年）11月19日、政府より贈従三位。

## 官歴
※日付は旧暦
- 1660年（万治3年）12月28日、従五位下但馬守に叙任。
- 1665年（寛文5年）12月26日、摂津守に遷任。
- 1685年（貞享2年）10月21日、但馬守に還任。
- 1699年（元禄12年）12月5日、従四位下に昇叙。但馬守如元。
- 1700年（元禄13年）12月4日、侍従兼任。

## 系譜
父母
- 戸田忠昌（実父）
- 秋元富朝の娘（実母）
- 秋元富朝（実父）

正室
- 秋元忠朝の娘

子女
- 秋元武朝
- 秋元喬房（次男）生母は正室
- 朽木稙元正室
- 秋田就季正室
- 戸田忠昌の養女

養子
- 深受院 - 有馬一準正室、秋元成朝の娘

## 関連作品
- 絵島生島（1955年、演：海江田譲二）
- 旗本退屈男（1973年、演：河村弘二）
- 元禄太平記（1975年、演：河村弘二）
- 赤穂城断絶（1979年、演：中栄数夫）
- 峠の群像（1982年、演：森塚敏）
- 大奥（1983年、演：綿引勝彦）
- 大忠臣蔵（1989年、演：真木一）
- ご存知!旗本退屈男 III（1989年、演：西山辰夫）
- 四十七人の刺客（1994年、演：出光元）
- 八代将軍吉宗（1995年、演：滝田裕介）
- 元禄繚乱（1999年、演：川島宏知）
- 最後の忠臣蔵（2004年、演：史朗）
- 徳川綱吉 イヌと呼ばれた男（2004年、演：峰蘭太郎）
- 大奥（2006年、演：岸谷五朗）
- 忠臣蔵 瑤泉院の陰謀（2007年、演：西園寺章雄）
- 徳川風雲録 八代将軍吉宗（2008年、演：中田博久）